# ミミナガバンディクート
ミミナガバンディクート (Macrotis lagotis) は、哺乳綱バンディクート形目ミミナガバンティクート科ミミナガバンディクート属に分類される有袋類。ミミナガバンティクート科は本種のみが現生する。別名ウサギバンディクート、ビルビ、フクロウサギ。

## 分布
オーストラリア（クイーンズランド州西部、西オーストラリア州、ノーザンテリトリー）

## 形態
頭胴長（体長）オス35 - 55センチメートル、メス29 - 39センチメートル。尾長オス20 - 29センチメートル、メス20 - 28センチメートル。体重オス1 - 2.5キログラム、メス0.8 - 1.1キログラム。全身の毛衣は青灰色。尾は黒く、先端の方は白い。尾の先端は体毛で被われない。
耳介は大型で長い。

## 生態
夜行性。シロアリの蟻塚の下や藪に長さ300センチメートル、深さ40 - 60センチメートル（180センチメートルに達した例もある）の巣穴を掘る。
昆虫、果実、種子、球根などを食べる。聴覚と嗅覚を使い食物を探す。
繁殖様式は胎生。周年繁殖し、平均20.4日おきに発情する。妊娠期間は約14日。1回に1 - 2頭の幼獣（まれに3頭）を産む。幼獣は生後80日ほどで育児嚢の外に出る。メスは生後150日で性成熟する。

## 人間との関係
人為的に移入されたアカギツネ・ノネコなどによる捕食が原因で生息数は減少し、野火による生息地の破壊による影響も懸念されている。以前は南緯18度以南のオーストラリア大陸の乾燥・半乾燥地帯の70 %以上に分布していたとされるが、1920 - 1930年代には南オーストラリア州北部、1940 - 1950年代にはニューサウスウェールズ州と南オーストラリア州南部では絶滅したと考えられている。飼育下繁殖した個体を、絶滅した地域に再導入する試みが進められている。1975年のワシントン条約発効時から、ワシントン条約附属書Iに掲載されている。
ミミナガバンディクートが巣穴に果実、種子、球根などを持ち込む生態と植生の再生の関係が研究されている。ボランティアによる調査に用いるマニュアルが作成された。保護区Arid Recovery Reserveは外周を高さ1.8メートルの金網フェンスで囲った区画が複数あり、中央区画の面積は52平方キロメートルで2000年4月にMonarto Zoo (英語版)の飼育施設から再導入した個体数は9頭(雌5、雄4)。北区画には同動物園から2003年に8頭(雌4、雄4)を、2005年に10 頭を受け入れている。2004年、同じ区画に放された15頭(雌4、雄11)はサウスオーストラリア州Thistle Islandから送られた。2008年時点で再導入した個体数は合計42頭(雌18、雄24)。。